# Ferencvárosi Torna Club (calcio a 5)
Il Ferencvárosi Torna Club è un club ungherese di calcio a 5 con sede a Budapest, fa parte dell'omonima polisportiva. 

## Storia
Nella stagione 2007/2008 disputa la massima divisione del Campionato ungherese di calcio a 5, chiamata NB I, si tratta della prima stagione nella massima serie per il club della capitale guidato dal giocatore allenatore Péter Németh.